# مغرة

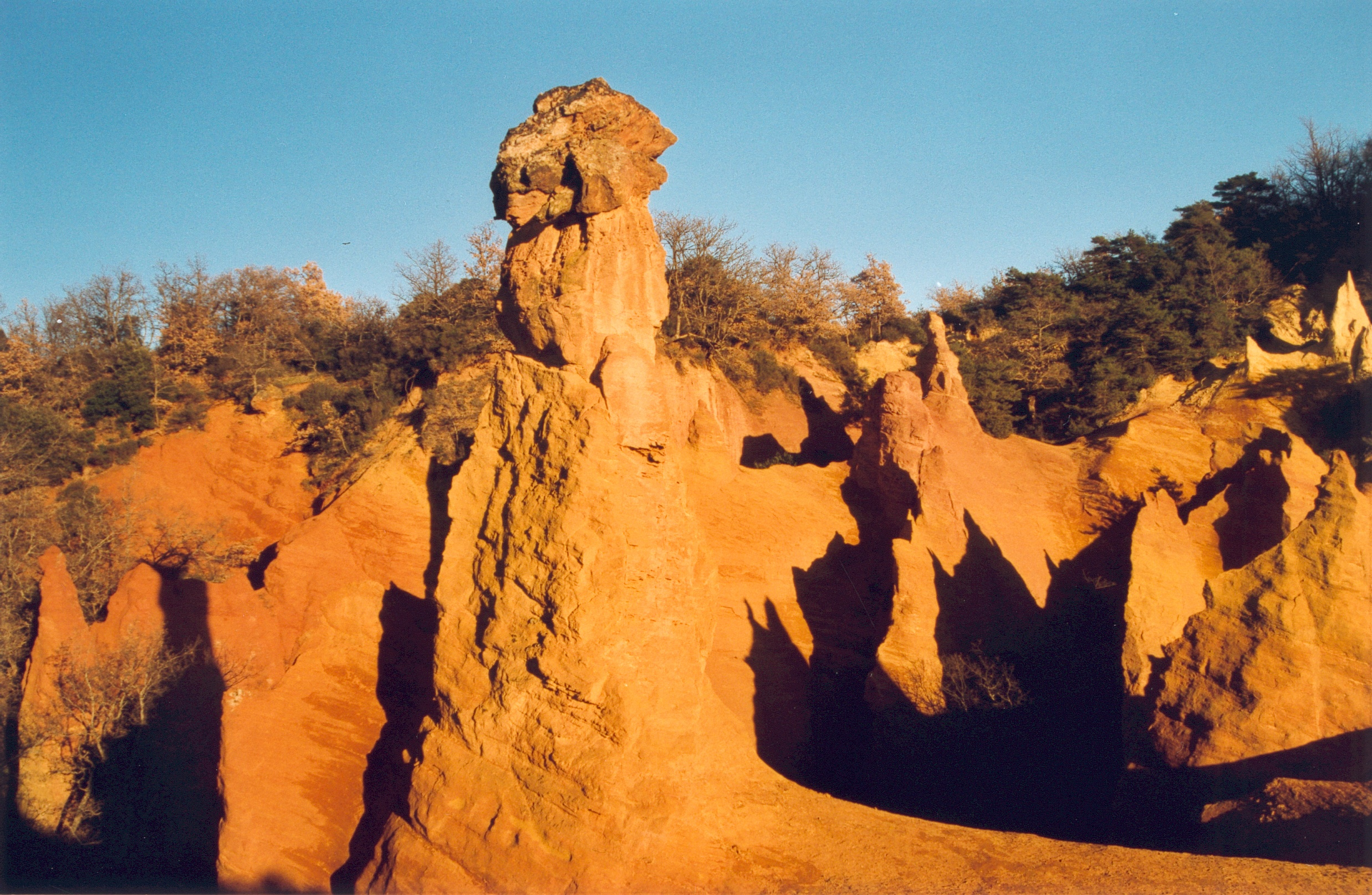
مقطع حجر المغرة

المُغْرَة (بالإنجليزية: Ochre، من اليونانية ὠχρός وتعني شاحب)‏ حجر يستخرج منه صبغ أحمر بني مصفر.
هو صبغة أرض طينية طبيعية عبارة عن مزيج من أكسيد الحديديك وكميات متفاوتة من الطين والرمل. ويتراوح لونه من الأصفر إلى البرتقالي الغامق أو البني. وهو أيضًا اسم الألوان التي تنتجها هذه الصبغة، وخاصة اللون الأصفر المائل إلى البني الفاتح. نوع من المغرة يحتوي على كمية كبيرة من الهيماتيت، أو أكسيد الحديد المجفف، له صبغة حمراء تُعرف باسم «المغرة الحمراء» (أو، في بعض اللهجات، دفة). تصف كلمة مغرة أيضًا الطين الملون بأكسيد الحديد المشتق أثناء استخراج القصدير والنحاس.

## أصباغ الأرض
المغرة هي عائلة من أصباغ الأرض، والتي تشمل مغرة صفراء، مغرة حمراء، مغرة أرجوانية، سيينا، وأمبر. المكوِّن الرئيسي لجميع أنواع المغرة هو أكسيد هيدروكسيد الحديد الثلاثي، المعروف باسم الليمونيت، والذي يمنحهما اللون الأصفر.
- مغرة صفراء، FeO(OH)·nH2O، هو هيدروكسيد الحديد المائي (ليمونيت) يسمى أيضًا مغرة الذهب.

- مغرة حمراء، Fe2O3، يأخذ لونه المحمر من معدن الهيماتيت، وهو أكسيد الحديد اللامائي.

- المغرة الأرجواني مطابقة كيميائيًا للمغرة الحمراء ولكنها ذات لون مختلف ناتج عن خصائص حيود الضوء المختلفة المرتبطة بمتوسط حجم جسيم أكبر.

- المغرة البنية، أيضًا الجيوثايت FeO (OH)، (goethite)، هي أكسيد الحديد المائي جزئيًا.

- يحتوي سيينا على كل من الليمونيت وكمية صغيرة من أكسيد المنغنيز (أقل من 5 ٪)، مما يجعلها أغمق من المغرة.

- تحتوي أصباغ الأمبر على نسبة أكبر من المنجنيز (5-20٪)، مما يجعلها بنية داكنة.[8]

عندما يتم تسخين أصباغ السينا والأمبر الطبيعية، فإنها تتعرض للجفاف ويتحول بعض من الليمونيت إلى الهيماتيت، مما يمنحها ألوانًا حمراء أكثر، تسمى السينا المحروقة والأمبر المحروق.ومادة المغرة غير سامة ويمكن استخدامها لصنع طلاء زيتي يجف بسرعة ويغطي الأسطح تمامًا. غالبًا ما تُصنع أصباغ المغرة الحديثة باستخدام أكسيد الحديد الصناعي. تدل الأصباغ التي تستخدم أصباغ مغرة طبيعية عليها باسم PY-43 (صبغة صفراء 43) على الملصق، بعد نظام مؤشر اللون الدولي.

## الاستخدام التاريخي في الفن والثقافة

### عصور ما قبل التاريخ
أكسيد الحديد هو أحد المعادن الأكثر شيوعًا الموجودة على الأرض، وهناك الكثير من الأدلة على أن صبغة المغرة الصفراء والحمراء كانت تستخدم في عصور ما قبل التاريخ والعصور القديمة من قبل العديد من الحضارات المختلفة في قارات مختلفة. تم العثور على قطع من المغرة المنقوشة بتصميمات مجردة في موقع كهف بلومبوس في جنوب إفريقيا، يعود تاريخها إلى حوالي 75000 عام.
كانت ممارسة الرسم بالمغرة منتشرة بين السكان الأصليون الأستراليون لأكثر من 40000 عام. تلعب مدافن العصر البليستوسيني ذات المغرة الحمراء التي تعود إلى 40000 سنة مضت والمغرة دورًا في التعبير عن الأيديولوجيات الرمزية للوافدين الأوائل إلى القارة.
في ويلز، تم تأريخ المدفن الذي يعود إلى العصر الحجري القديم المسمى سيدة بافيلاند الحمراء من طلاءه باللون الأحمر إلى حوالي 33000 عام قبل الوقت الحاضر. تم العثور على رسومات لحيوانات مصنوعة من أصباغ مغرة حمراء وصفراء في مواقع العصر الحجري القديم في بيتش ميرل في فرنسا (حوالي 25000 سنة)، وكهف ألتميرا في إسبانيا (حوالي 16500-15000 قبل الميلاد). يحتوي كهف لاسكو على صورة حصان ملون بالمغرة الصفراء ويقدر عمره بـ 17300 عام.
وللمغرة استخدامات أخرى غير الطلاء: «الشعوب القبلية التي تعيش اليوم.... تستخدم إما كطريقة لعلاج جلود الحيوانات أو كطارد للحشرات، أو لوقف النزيف، أو كحماية من الشمس. قد يكون المغرة هو الدواء الأول.»  وفقًا لبعض العلماء، استخدمت مدافن العصر الحجري الحديث صبغات مغرة حمراء بشكل رمزي، إما لتمثيل العودة إلى الأرض أو ربما كشكل من أشكال إعادة الطقوس، حيث يرمز اللون إلى الدم والإلهة العظيمة.
قيل أن الصور القديمة كانت ترسم نفسها «أحمر حديدي» حسب المؤرخ القوطي يوردانس. الإشارات المتكررة في الأسطورة الأيرلندية إلى «الرجال الحمر» (Gaelic: Fer Dearg) تجعل من المحتمل أن مثل هذه الممارسة كانت شائعة لدى السلتيين في الجزر البريطانية، والحديد المستنقعي متوفر بشكل خاص في المناطق الوسطى من أيرلندا.
وجد الباحثون الذين غطسوا في الكهوف المظلمة المغمورة في شبه جزيرة يوكاتان المكسيكية دليلاً على عملية تعدين طموحة بدأت قبل 12000 عام واستمرت ألفي عام للمغرة الحمراء.

### اليونان وروما
كان المغرة أكثر الأصباغ استخدامًا لطلاء الجدران في عالم البحر الأبيض المتوسط القديم. في اليونان القديمة، كانت المغرة الحمراء تسمى μίλτος، ميلتوس (ومن ثم ملتيادس، أحمر الشعر أو رَادي ruddy). في أثينا عندما تم استدعاء الجمعية، كانت مجموعة من العبيد العموميين تكتسح المساحة المفتوحة الأغورا القديمة في أثينا بحبال مغموسة في ميلتوس: هؤلاء المواطنون الذين يتسكعون هناك بدلاً من الانتقال إلى منطقة التجميع سيخاطرون بتلطيخ ملابسهم بالطلاء. وقد منعهم ذلك من ارتداء هذه الملابس في الأماكن العامة مرة أخرى، حيث يترتب على عدم حضور الجمعية غرامة. كان يُعرف أيضًا باسم "rddle" أو "reddle" أو "ruddle"  وكان يستخدم لتمييز الأغنام ويمكن أيضًا استخدامه كطلاء شمعي مقاوم للماء على الهياكل. تم بيع reddle كمزيج جاهز للمزارعين والرعاة بواسطة عمال مسافرين يطلق عليهم reddlemen. تم وصف رجل أحمر يدعى Diggory Venn بشكل بارز في رواية توماس هاردي لعام 1878 بعنوان عودة المواطن.
في العصور الكلاسيكية القديمة، جاءت أفضل مغرة حمراء من مستعمرة يونانية على البحر الأسود حيث تقع مدينة سينوب الحديثة في تركيا. تم تنظيمه بعناية، وباهظ الثمن، وتم تمييزه بختم خاص، وكان يسمى هذا اللون سينوبي Sinope المختوم. في وقت لاحق تم إعطاء الاسم اللاتيني والإيطالي سينوبيا sinopia لمجموعة واسعة من أصباغ مغرة حمراء داكنة. رسم المنتصرين الرومان وجوههم باللون الأحمر، ربما لتقليد لحم تماثيل الآلهة الملون باللون الأحمر. استخدم الرومان المغرة الصفراء في لوحاتهم لتمثيل درجات الذهب والجلد، وكلون الخلفية. تم العثور عليها بشكل متكرر في جداريات بومبي.

### مصر
في مصر القديمة، ارتبط اللون الأصفر بالذهب الذي كان يعتبر أبديًا وغير قابل للتلف. يُعتقد أن جلد وعظام الآلهة مصنوعة من الذهب. استخدم المصريون المغرة الصفراء على نطاق واسع في رسم القبور، على الرغم من أنهم استخدموا أحيانًا مادة الأوربيمنت، التي كانت ذات لون لامع، ولكنها كانت شديدة السمية، لأنها مصنوعة من الزرنيخ. في رسومات القبور، كان يظهر الرجال دائمًا بوجوه بنية، والنساء بوجوه صفراء مغرة أو ذهبية. تم استخدام المغرة الحمراء في مصر القديمة كحمر أو ملمع شفاه للنساء. كما تم اكتشاف خطوط بلون المغرة على المسلة غير المكتملة في المنطقة الشمالية من محجر أسوان الحجري، مما يشير إلى مواقع العمل. كما تم استخدام طين المغرة طبيًا في مصر القديمة: تم وصف هذا الاستخدام في بردية إيبرس من مصر، والتي يرجع تاريخها إلى حوالي 1550 قبل الميلاد.

### أستراليا
تم استخدام المغرة منذ آلاف السنين من قبل الأستراليون الأصليون لتزيين الجسم، وكواق شمسي،  والممارسات الجنائزية، وطلاء الكهوف، وطلاء اللحاء والأعمال الفنية الأخرى، والحفاظ على جلود الحيوانات، من بين استخدامات أخرى. في بحيرة مونغو، في غرب نيو ساوث ويلز، تم التنقيب عن مواقع الدفن وتم تأريخ مواد الدفن، بما في ذلك العظام المطلية بالمغرة، بوصول الناس إلى أستراليا؛ ودُفنت «مستحاثات بحيرة مونغو» (LM3) مع رشها بالمغرة الحمراء في تواريخ تقدر بثقة بما لا يقل عن 30000 سنة قبل الميلاد وربما يصل عمره إلى 60 ألف عام. أصباغ المغرة وفيرة في جميع أنحاء أستراليا، وخاصة الصحراء الغربية ومناطق كيمبرلي وأرض أرنهيم، وتوجد في العديد من المواقع الأثرية.
يحتوي المتحف الوطني الأسترالي على مجموعة كبيرة من عينات المغرة من العديد من المواقع في جميع أنحاء أستراليا.

### نيوزيلاندا
تم العثور على شعب الماوري في نيوزيلندا لاستخدامهم المكثف للمغرة المعدنية الممزوجة بزيت السمك. كان المغرة هو العامل السائد في التلوين الذي استخدمه الماوري، وكان يستخدم لطلاء واكا تاوا (زورق الحرب). منعت المغرة جفاف الخشب في الزوارق ومنحوتات دور الاجتماعات؛ قدّر المبشرون في وقت لاحق أنها ستستمر لمدة 30 عامًا. كما تم تلطيخ الوجه بقسوة، وخاصة من قبل النساء، لمنع الحشرات. تم طحن قطع صلبة من المغرة على صخر مسطح ولكن خشن لإنتاج المسحوق.

### أمريكا الشمالية
في نيوفاوندلاند  غالبًا ما يرتبط استخدامه بمجموعة بيوتوك (Beothuk)، وقد ادى استخدامهم للمغرة الحمراء إلى الإشارة إليهم باسم «الهنود الحمر» من قبل الأوروبيين الأوائل إلى نيوفاوندلاند. ربما استخدم بيوتوك أيضًا المغرة الصفراء لتلوين شعرهم. كما تم استخدامه من قبل ميرتايم أركايك (Maritime Archaic) كما يتضح من اكتشافه في قبور أكثر من 100 شخص خلال التنقيب الأثري في بوغو شوا (Port au Choix). كان استخدامه واسع الانتشار في بعض الأحيان في منطقة وود لآند الشرقية (Eastern Woodlands) الثقافية في كندا والولايات المتحدة؛ يشير مجمع شعب المغرة الحمراء إلى فترة أثرية محددة في وودلاندز كاليفورنيا. 1000 - 400 ق. من المعروف أيضًا أن الأمريكيين الأصليين في كاليفورنيا مثل تونغفا وتشوماش يستخدمون المغرة الحمراء كطلاء للجسم.
في نيوفاوندلاند، كانت المغرة الحمراء هي الصبغة المفضلة للاستخدام في العمارة العامية الخارجية ومباني العمل المرتبطة بمصايد سمك القد. تم العثور على رواسب المغرة في جميع أنحاء نيوفاوندلاند، ولا سيما بالقرب من ميناء فورتشن وفي أوشر بيت كوف. في حين أن المستوطنين الأوائل ربما استخدموا المغرة المجمعة محليًا، فقد تمكن الناس لاحقًا من شراء مغرة ما قبل الأرض من خلال التجار المحليين، الذين تم استيرادهم إلى حد كبير من إنجلترا.
تم خلط المكون الجاف، المغرة، مع نوع من المواد الخام السائلة لإنشاء طلاء خشن. كانت المادة السائلة عادةً عبارة عن زيت الفقمة أو زيت كبد سمك القد في نيوفاوندلاند ولابرادور، في حين أن الوصفات الاسكندنافية تسمى أحيانًا زيت بذر الكتان. تم تحضير الطلاء الأحمر المغرة في بعض الأحيان مقدمًا بأشهر وسمح له بالجلوس، ولا تزال رائحة الطلاء المغرة التي يتم تحضيرها في الذاكرة حتى يومنا هذا.
أدت الاختلافات في الوصفات المحلية ودرجات ظلال المغرة ونوع الزيت المستخدم إلى اختلافات إقليمية في اللون. وبسبب هذا، من الصعب تحديد الظل الدقيق أو درجة اللون الأحمر التي يمكن اعتبارها مثل بيوت فيشنغ ستيج "fishing stage" التقليدية الحمراء. في منطقة خليج بونافيستا، أكد رجل أن زيت الفقمة الممزوج بالمغرة يعطي الأشرعة لونًا أحمر أنقى، في حين أن زيت كبد سمك القد يعطي لونًا «ماكرًا» وبنيًا أكثر.

### أفريقيا
تم استخدام المغرة الحمراء كعامل تلوين في إفريقيا لأكثر من 200000 عام. تستخدم النساء من قبيلة الهيمبا العرقية في ناميبيا مزيجًا من المغرة والدهون الحيوانية لتزيين الجسم، للحصول على لون بشرة محمر. يوضع خليط المغرة أيضًا على شعرهم بعد التضفير. كما استخدم رجال ونساء شعب الماساي في كينيا وتنزانيا المغرة بنفس الطريقة.

### عصر النهضة
خلال عصر النهضة، استخدمت أصباغ المغرة الصفراء والحمراء على نطاق واسع في طلاء اللوحات واللوحات الجدارية. تختلف الألوان بشكل كبير من منطقة إلى أخرى، اعتمادًا على ما إذا كان الطين المحلي أكثر ثراءً في الليمونيت المصفر أو الهيماتيت المحمر. كانت الأرض الحمراء من بوزولي بالقرب من نابولي لونها وردي سمك السلمون، بينما احتوت الصبغة من توسكانا على المنغنيز، مما يجعلها ذات لون بني محمر داكن يسمى سيينا، أو أرض سيينا.

رسام القرن الخامس عشر سينينو سينيني وصف استخدامات صبغات المغرة في أطروحته الشهيرة في الرسم . 
في وقت مبكر من مالطا الحديثة، شاع استخدام الطلاء الأحمر المغرة في المباني العامة.
خلال عصر النهضة، استخدمت أصباغ المغرة الصفراء والحمراء على نطاق واسع في طلاء اللوحات واللوحات الجدارية. تختلف الألوان بشكل كبير من منطقة إلى أخرى، اعتمادًا على ما إذا كان الطين المحلي أكثر ثراءً في الليمونيت المصفر أو الهيماتيت المحمر. كانت الأرض الحمراء من Pozzuoli بالقرب من نابولي لونها وردي سمك السلمون، بينما احتوت الصبغة من توسكانا على المنغنيز، مما يجعلها ذات لون بني محمر غامق يسمى terra di siena أو أرض سيينا. وصف رسام القرن الخامس عشر سينينو سينيني استخدامات الأصباغ المغرة في أطروحته الشهيرة عن الرسم. تم العثور على هذه الصبغة في تراب الجبال، حيث توجد طبقات معينة مثل الكبريت. وهناك، حيث توجد هذه اللحامات، توجد سينوبيا، والأرض الخضراء وأنواع أخرى من الصباغ ... والأصباغ المذكورة أعلاه التي تمر عبر هذا المنظر الطبيعي تبدو كندبة على وجه رجل أو امرأة ... في الخلف بسكيني الصغير، باحثين عن ندبة هذا الصباغ؛ وبهذه الطريقة، أعدك، لم أقم بأخذ عينات من صبغة مغرة أكثر جمالًا وكمالًا ... وأعلم أن هذه المغرة هي صبغة شائعة، خاصة عند العمل في الجص؛ أنه مع الخلائط الأخرى، كما سأشرح لكم، يتم استخدامه لألوان اللحم، وللستائر، وللجبال والمباني الملونة والشعر بشكل عام لأشياء كثيرة. [32] في وقت مبكر من مالطا الحديثة، شاع استخدام الطلاء الأحمر المغرة في المباني العامة.

## التاريخ الحديث

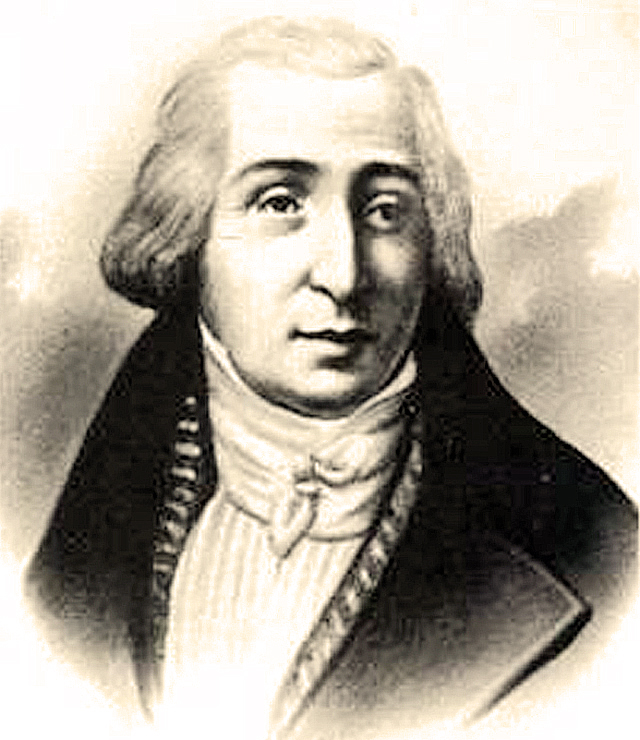
جان إتيان

طور العالم الفرنسي جان إتيان أستير العملية الصناعية لصنع صبغة المغرة في ثمانينيات القرن الثامن عشر. كان من روسيون في مقاطعة فوكلوز في بروفنس، وكان مفتونًا بمنحدرات الطين الأحمر والأصفر في المنطقة. اخترع عملية لصنع الصباغ على نطاق واسع. أولاً، تم استخراج الطين من الحفر أو المناجم المفتوحة. يحتوي الطين الخام على حوالي 10 إلى 20 بالمائة من المغرة. ثم يغسل الطين لفصل حبات الرمل عن جزيئات المغرة. ثم يصب الخليط المتبقي في أحواض كبيرة، لفصل المغرة عن الرمال. ثم تم تجفيف الماء وتجفيف المغرة وتقطيعها إلى طوب وسحقها ومنخلها ثم تصنيفها حسب اللون والجودة. تم حجز أفضل جودة لأصباغ الفنانين. 
في بريطانيا، تم استخراج المغرة في بريكسهام إنجلترا. أصبح منتجًا مهمًا لصناعة الصيد البريطانية، حيث تم دمجه مع الزيت واستخدامه لتغليف الأشرعة لحمايتها من مياه البحر وإعطائها لونًا ضارب إلى الحمرة. تم غلي المغرة في قدور كبيرة، جنبًا إلى جنب مع القطران والشحم ولحاء البلوط، وهو المكون الأخير الذي يعطي اسم ساحات النباح إلى الأماكن التي تم فيها طلاء الخليط الساخن على الأشرعة، والتي تم تعليقها بعد ذلك حتى تجف. في عام 1894، قدمت قضية سرقة نظرة ثاقبة لاستخدام الصباغ كمواد غاش للطعام في إنتاج لفائف النقانق حيث تم تعليم المتدرب المتهم نقع الخبز البني في المغرة الحمراء والملح والفلفل لإضفاء مظهر النقانق على الحشوة.
كما هو مذكور أعلاه، تم تطوير العملية الصناعية لصنع صبغة المغرة من قبل العالم الفرنسي جان إتيان أستير في الثمانينيات من القرن الثامن عشر، باستخدام مناجم ومحاجر المغرة في روسيون أو روستريل أو جارجاس في مقاطعة فوكلوز في بروفانس في فرنسا. بفضل العملية التي ابتكرها أستير وصقلها خلفاؤه، تم تصدير أصباغ المغرة من فوكلوز عبر أوروبا وحول العالم. لم يستخدم فقط في دهانات الفنانين ودهانات المنازل؛ كما أصبح مكونًا مهمًا لصناعة المطاط في وقت مبكر.
كان المغرة من فوكلوز تصديرًا فرنسيًا مهمًا حتى منتصف القرن العشرين، عندما فقدت الأسواق الرئيسية بسبب الثورة الروسية والحرب الأهلية الإسبانية. بدأت المغرة أيضًا في مواجهة المنافسة المتزايدة من صناعة الأصباغ الاصطناعية حديثًا. المحاجر في روسيلون وروستريل ومناجم بروو أغلقت واحدة تلو الأخرى. اليوم، آخر مقلع يعمل في جارجاس (فوكلوز) ينتمي إلى جمعية أوشير الفرنسية.

### في شعارات النبالة
تظهر المغرة، باللونين الأحمر والأصفر، كصبغات في شعارات النبالة في جنوب إفريقيا؛ يشتمل شعار النبالة الوطني، الذي تم اعتماده في عام 2000، على المغرة الحمراء، بينما تظهر المغرة (الصفراء) في أحضان جامعة ترانسكي.

## معرض صور

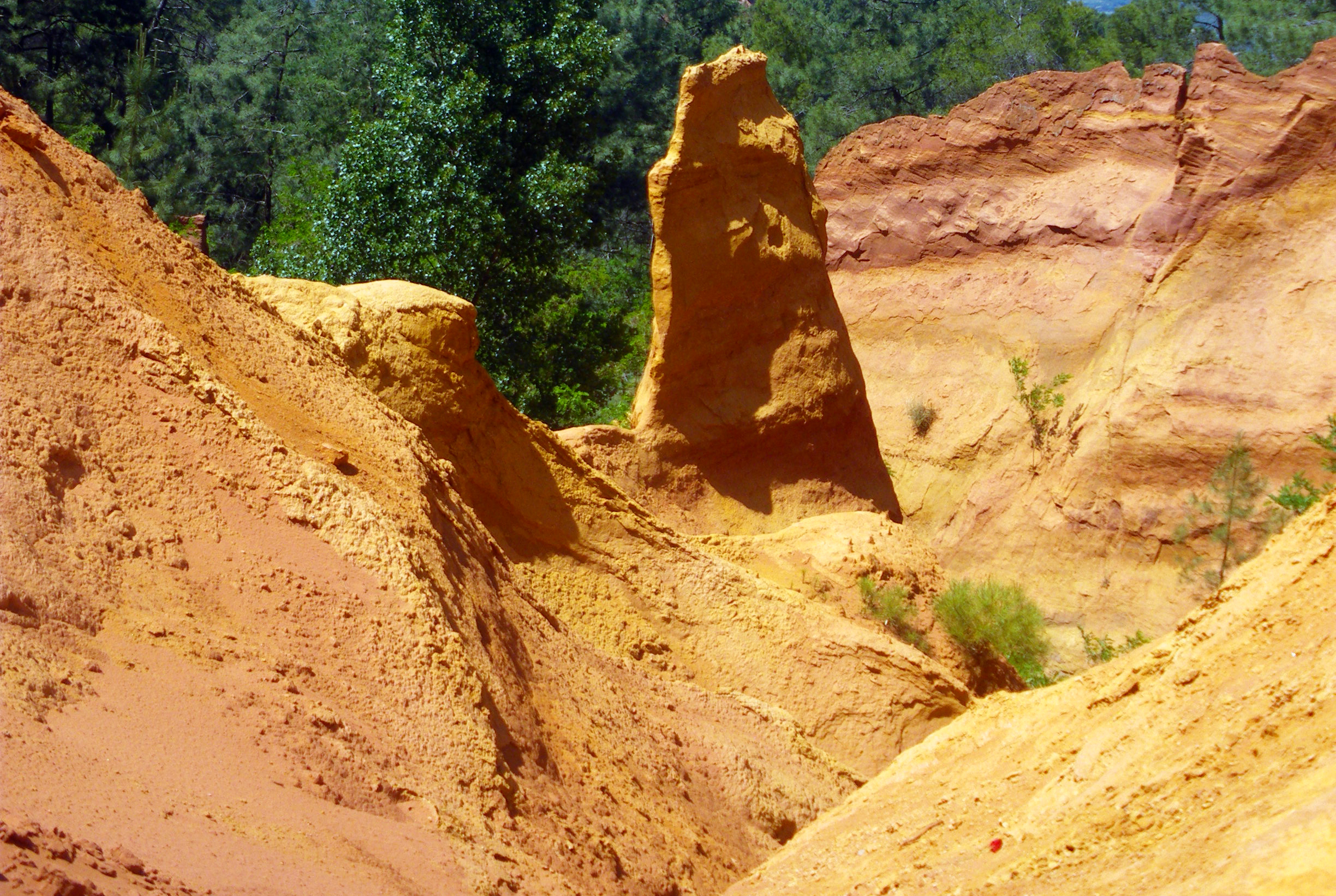
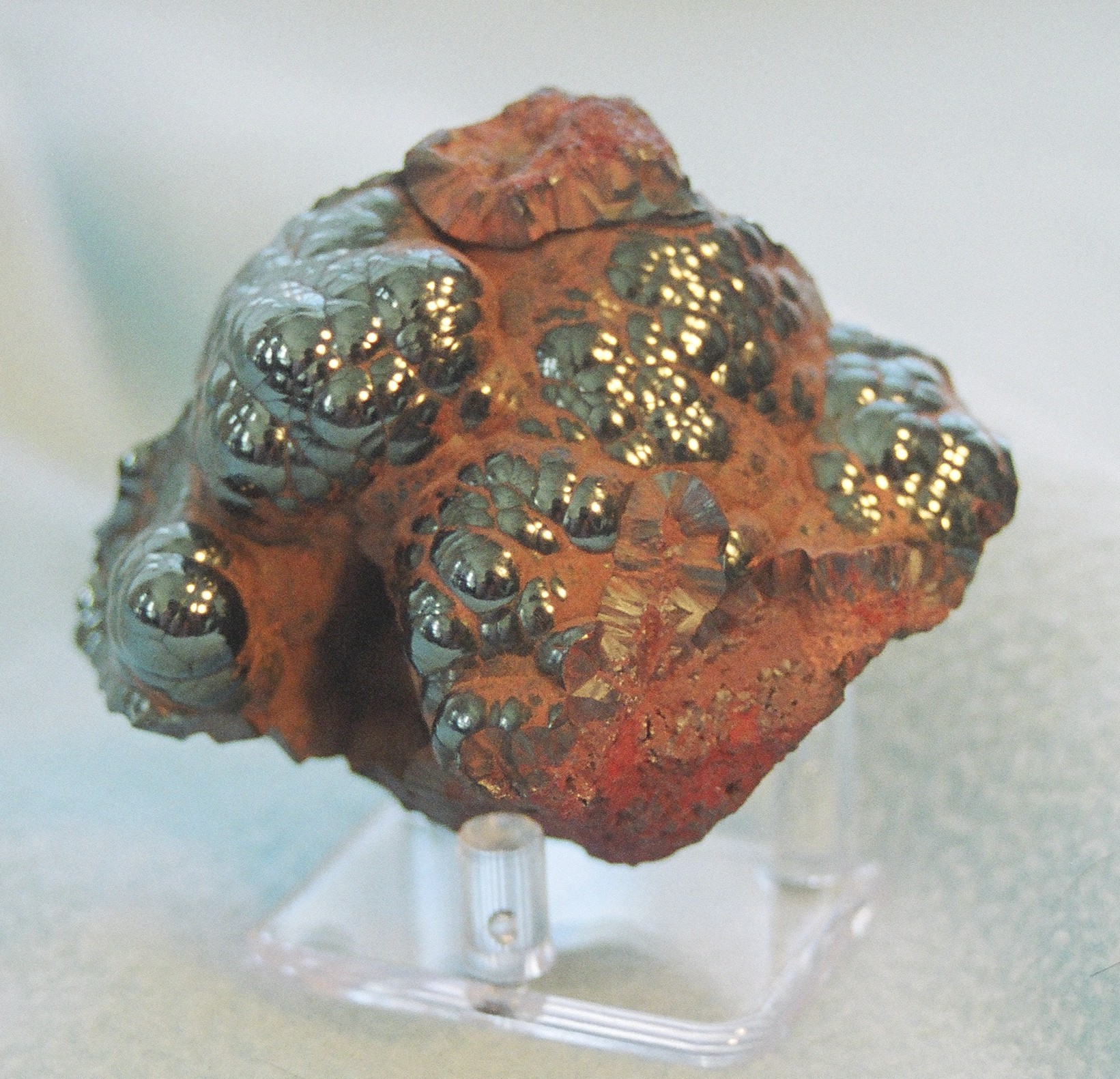
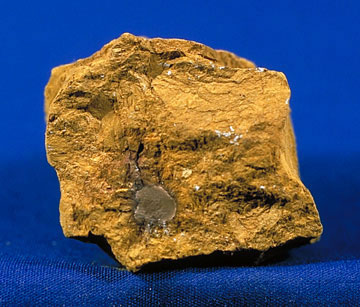